# Lindi (rivier)
De Lindi is een rivier in de Democratische Republiek Congo.  Het is een zijrivier van de Kongo. 
De Lindi is een rechterzijrivier die vlak stroomafwaarts van Kisangani in de Kongo uitmondt. De rivier ontspringt in centraal Noord-Kivu, doorstroomt het Nationaal park Maiko in noordelijke richting. De Lindi vormt vervolgens de grens tussen de provincies Tshopo en Noord-Kivu, en stroomt vervolgens in noordwestelijke richting verder Tshopo binnen richting Bafwasende waar hij de Route nationale 4 kruist. Vanaf Bafwasende volgt de rivierbedding een oostelijke richting, door het zuiden van het Okapiwildpark, om vervolgens bij Bengamisa de RN4 opnieuw te kruisen en in zuidelijke richting naar Kisangani te stromen. Voor de stad volgt de rivier weer een oostelijke richting, dan mondt de rivier Tshopo nog in de Lindi uit, en mondt de Lindi op zijn beurt uit in de Kongo.